# Papposz–Guldin-tétel

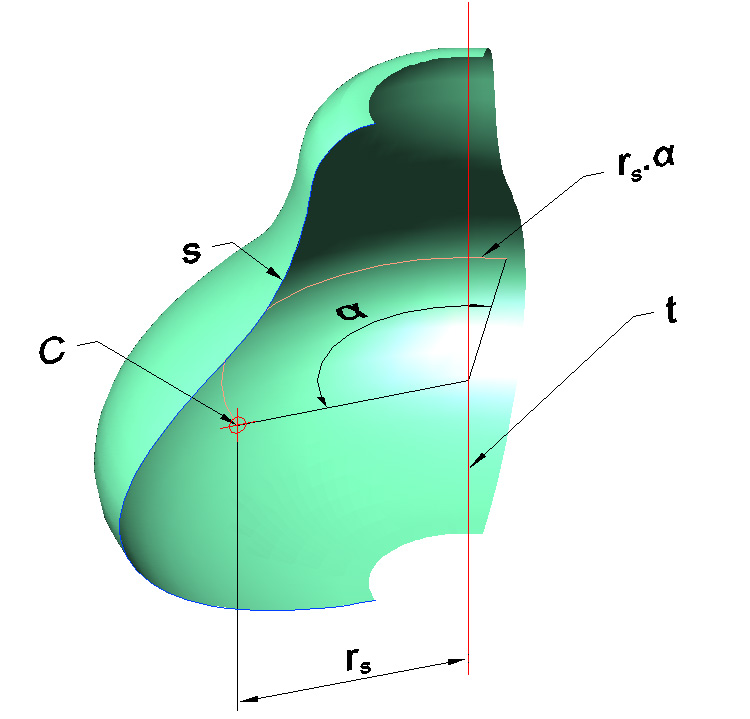
Forgásfelület területének számításához

A Papposz–Guldin-tétel két tétel neve, melyek az alexandriai Papposz és Paul Guldin svájci matematikus nevéhez fűződnek. A tétel segítségével forgástestek térfogata és forgásfelületek felszíne számítható ki.

## Az első tétel
Legyen egy síkgörbe ívhosszúsága s. Forgassuk meg a görbét egy, a síkjában fekvő, de a görbét nem metsző t egyenes körül α szöggel. A görbe C súlypontjának távolsága a t tengelyől rs. Az első tétel kijelenti, hogy egy síkgörbe megforgatásával nyert forgásfelület A felszíne egyenlő a görbe s ívhosszúsága és a görbe súlypontjának a forgatás közben leírt útjának (körív) szorzatával:
{\displaystyle F=s\cdot r_{s}\cdot \alpha \,}
Itt 
{\displaystyle r_{s}\,} a görbe súlypontjának távolsága a t tengelytől,
{\displaystyle \alpha \,} pedig a megforgatás szöge.
Például az r sugarú kört a súlypontja körül R sugarú körön megforgatva származtatott tórusz felszíne: 

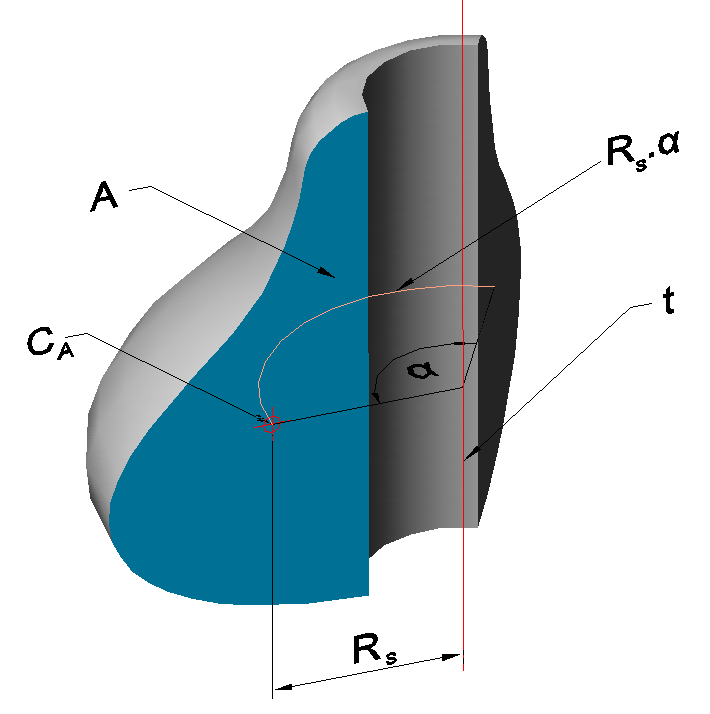
Forgástest térfogatának számításához

{\displaystyle F=(2\pi r)(2\pi R)=4\pi ^{2}Rr.\,}

## A második tétel
Legyen egy A területű síkidom, és egy t egyenes vele egy síkban, mely nem metszi a síkidomot. Ha a síkidomot a t egyenes mint tengely körül α szöggel elforgatjuk, egy V térfogatú forgástestet súrol. A síkidom CA súlypontjának távolsága a t tengelytől Rs. Ennek a forgástestnek a térfogata egyenlő a síkidom területének és a súlypont pályája ívhosszának szorzatával:
V=A×2pí×xc
A fenti példa tóruszának térfogata tehát:
{\displaystyle V=(\pi r^{2})(2\pi R)=2\pi ^{2}Rr^{2}.\,}